# وای‌زد نهنگ
وای‌زد نهنگ یک ستاره است که در صورت فلکی نهنگ قرار دارد.